# Asplenium difforme
Asplenium difforme är en svartbräkenväxtart som beskrevs av Robert Brown. Asplenium difforme ingår i släktet Asplenium och familjen Aspleniaceae. Inga underarter finns listade.